# Othoní
Ne doit pas être confondu avec Othoní (localité).
Othoní (en grec moderne : Οθωνοί, en italien : Fanò) est une île grecque située dans le canal d'Otrante au nord-ouest de Corfou. De 2011 à 2019, elle forme un district municipal du dème (municipalité) de Corfou. Depuis 2019, l'île est rattachée au dème de Corfou-Centre et des îles Diapontiques à la suite de la suppression du dème unique de Corfou dans le cadre du programme Clisthène I.

## Toponymie
Les premières mentions de l'île chez les auteurs de l'Antiquité sont Othronós (Οθρονός), Othroní (Οθρωνοί), Othoní (Οθωνή) et Thóronos (Θόρονος). Elle est également connue sous le nom de Fidonísi, qui signifie « île aux serpents », et Fanò, terme italien qui fut longtemps en usage sur les cartes marines en raison de la présence d'un phare sur l'île.

## Histoire
Au Moyen Âge, la possession de l'île a été très disputée entre le royaume de Sicile et les Vénitiens. En 1537, des pirates barbaresques ont dévasté l'île et massacré sa population.
Une fois la puissance ottomane affaiblie après la bataille de Lépante, Othoní, de même que Erikoússa et Mathráki, est repeuplée par des Grecs venus de Paxós et Ioánnina, Párga et de l'Épire.
Possession vénitienne comme Corfou et les autres Îles Diapontiques, Othoní est brièvement possession française, puis fait partie de la république des Sept-Îles, sous protectorat russe puis britannique. En 1864, par un accord entre les trois puissances (Angleterre, France, Russie) et le royaume de Grèce, l'île passe sous souveraineté grecque.

### Histoire navale
Autour d'Othoní ont eu lieu plusieurs batailles navales entre les flottes italiennes et austro-hongroises de 1915 à 1918 et entre les flottes grecques et italiennes en 1940.

## Mythologie
Othoní pourrait être l'île où Calypso a recueilli Ulysse.
Selon Hésychios de Milet, après la guerre de Troie, Éléphénor, roi d'Avantes en Eubée, se serait réfugié dans l'île pour expier la mort de son grand-père, Abas.

## Économie
Beaucoup d'Othoniotes ont émigré à Corfou, à Athènes et à l'étranger, essentiellement dans la marine. L'occupation principale des résidents actuels est le tourisme, la pêche et la production d'olives. Auparavant, il y avait une culture importante de vignes, l'apiculture et le bétail.

## Municipalités
Othoní est divisée en deux municipalités qui sont Áno Pánta (grec moderne : Άνω Πάντα) et Káto Pánta (grec moderne : Κάτω Πάντα).

## Principaux sites

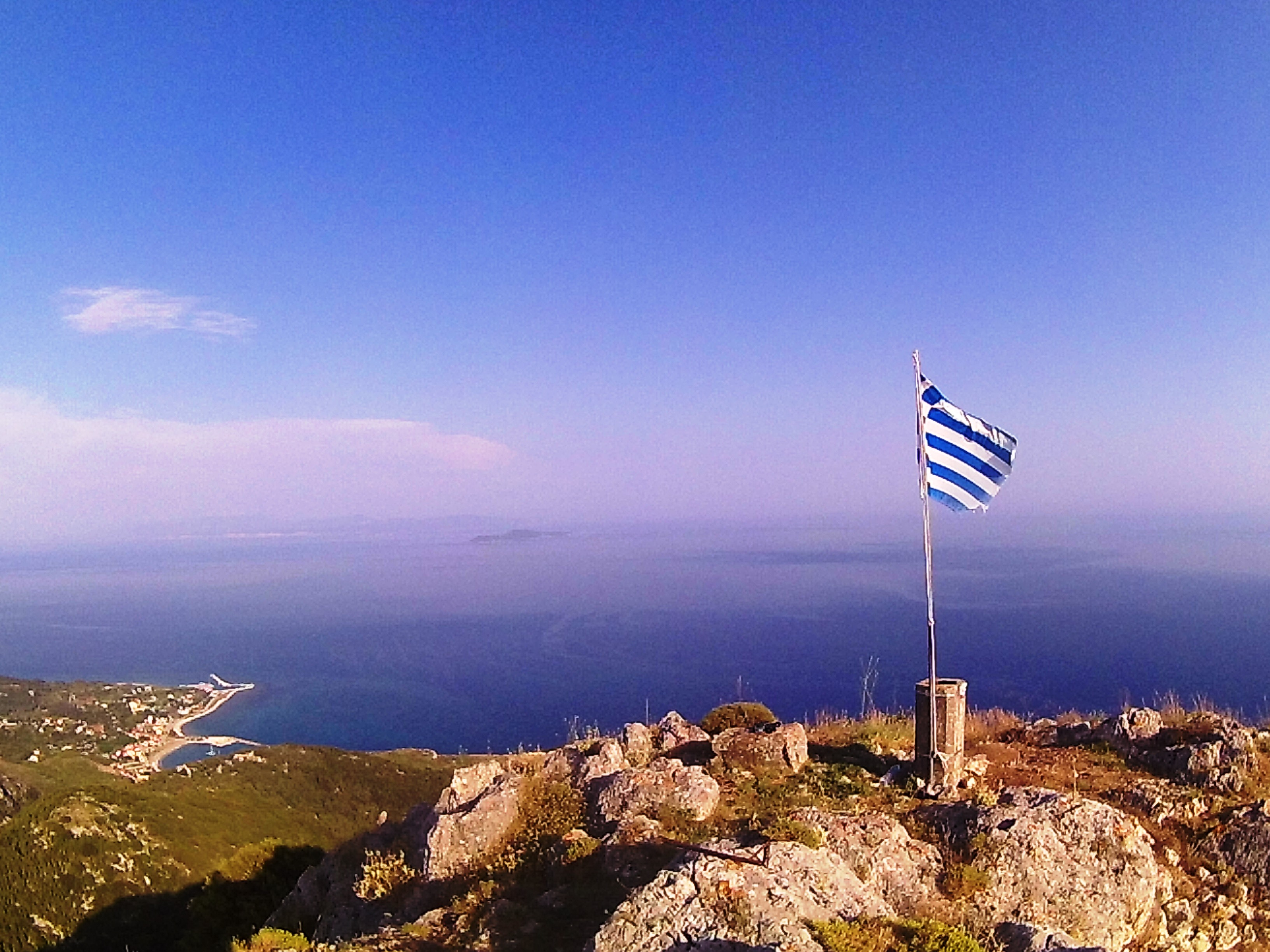
Imerovígli, point culminant de l'île d'Othoní.

### Églises
- Église de la Sainte Trinité (grec moderne : Εκκλησία Αγίας Τριάδος) (1892) à Ámmos.
- Église de la Vierge Marie (grec moderne : Εκκλησία Παναγίας θεοτόκου) près du district de Stavrós.
- Église Saint Georges (grec moderne : Εκκλησία Αγίου Γεωργίου) (environ 1864) chez Chorió.
- Agía Paraskeví (grec moderne : Εκκλησία Αγίας Παρασκευής) (et l'ancien moulin à pierre) à Damaskátika.

### Autres bâtiments
- Ruines de la forteresse vénitienne à l'extrémité nord-est de la colline de Kastrí.
- Phare d'Othoní (grec moderne : Φάρος Οθωνών) (construit en 1872).

### Monuments
- Monument à Stavrós, commémorant le massacre des habitants d'Othoní par la flotte de Barberousse en 1537.
- Monument au sous-marin grec Proteus coulé lors d'un combat naval contre la flotte italienne en 1940, à Ámmos.

### Nature
- Áspri Ámmos  (grec moderne : Παραλία Άσπρη άμμος) qui est accessible uniquement en bateau à l'ouest de l'île.
- Grotte de Calypso (grec moderne : Σπήλαιο Καλυψώς), près de la plage d'Áspri Ámmos.
- Mont Imerovígli (grec moderne : Όρος Ημεροβίγκλι), le plus haut sommet de l'île (395m)
- Kamára (grec moderne : Καμάρα) près d'Ámmos.
- Iliovasílema (coucher de soleil) à Chorió.

### Plages
La plupart des plages de l'île sont accessibles en bateau, y compris Ámmos, Mólos, Kamíni, Kanoúla, Kontoskés, Rogí, Fýki, Xilosérmi et Áspri Ámmos. Othoní se prête à la photographie sous-marine en raison de la géomorphologie particulière du fond marin et des nombreuses grottes. D'autres points d'intérêt sont les Moschopóntikas, Xylosérmi, la baie de Fýki (où se trouve l'épave creuse du navire Sarah). Othoní a été fréquemment visité par Jacques-Yves Cousteau et son navire exploratoire Calypso.

### Sentiers de randonnées
Le réseau de sentiers a été créé et utilisé par les premiers habitants et a été rouvert par la municipalité et des initiatives privées. Il permet d'atteindre presque tous les quartiers et une partie de l'île à pied, ainsi que le mont Imerovígli (Merovígli) et le plus haut sommet de l'île, qui culmine à plus de 390 m, avec des vues de l'autre les îles Diapontiques, la mer Ionienne et mer Adriatique.

### Autres
- Ámmos (grec moderne : Λιμένας Άμμου) est le quartier le plus peuplé avec de petites guesthouses, restaurants, magasins de location de vélos, cafés , poste de police, clinique communautaire avec ambulance et autorité portuaire.

## Personnes remarquables d'Othoni
Aléxandros Mástoras, maire de Corfou (2003-2004)

## Sport
A O Othoní (Αθλητικός όμιλος Οθωνών) est une équipe de football amateur basée sur l'île. Au cours des années 1970 et 1980, l'équipe avait l'habitude de jouer contre d'autres équipes de football des îles Diapontiques, Ereikousa et Mathraki.

## Galerie

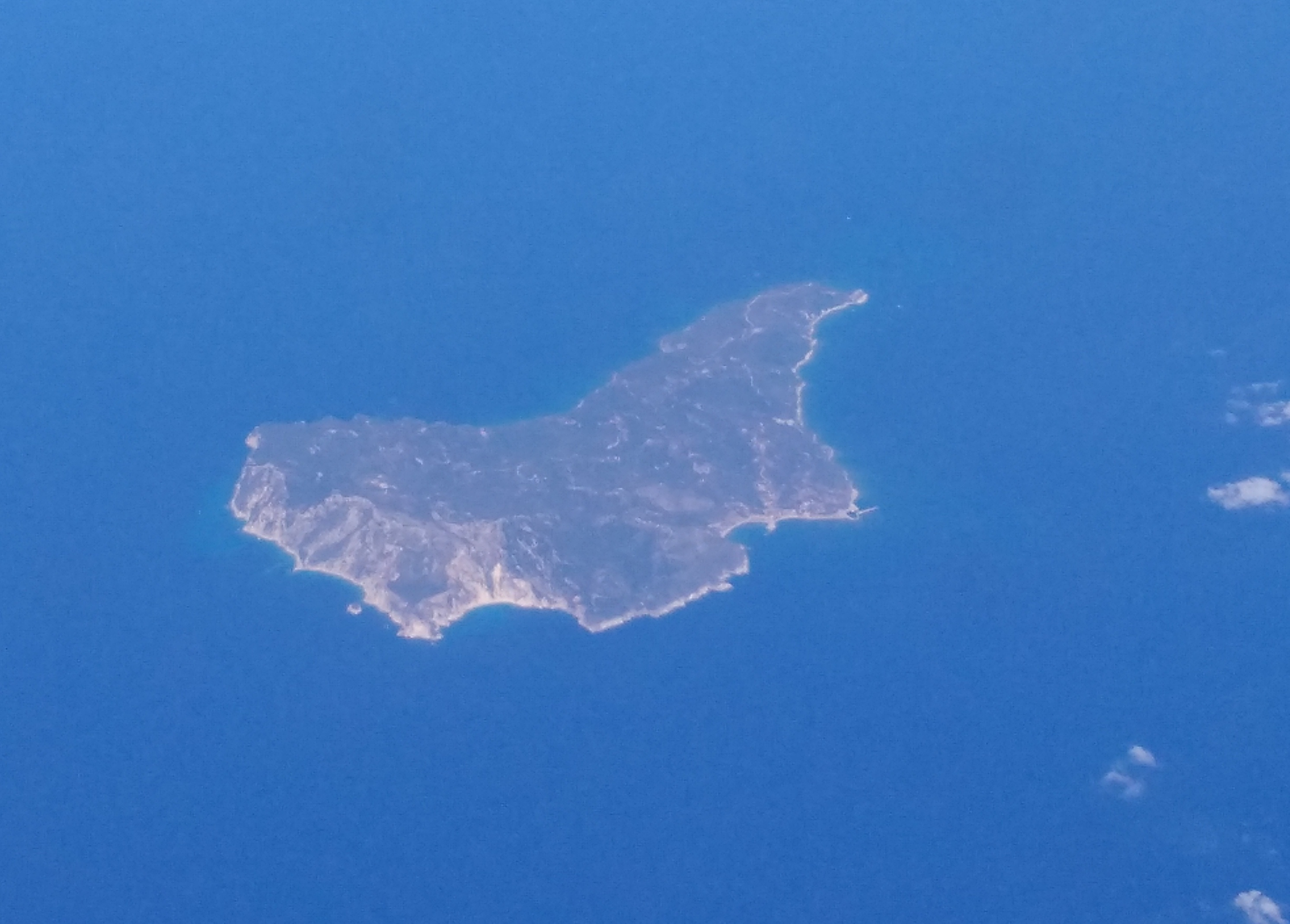
Vue aérienne de l'île.
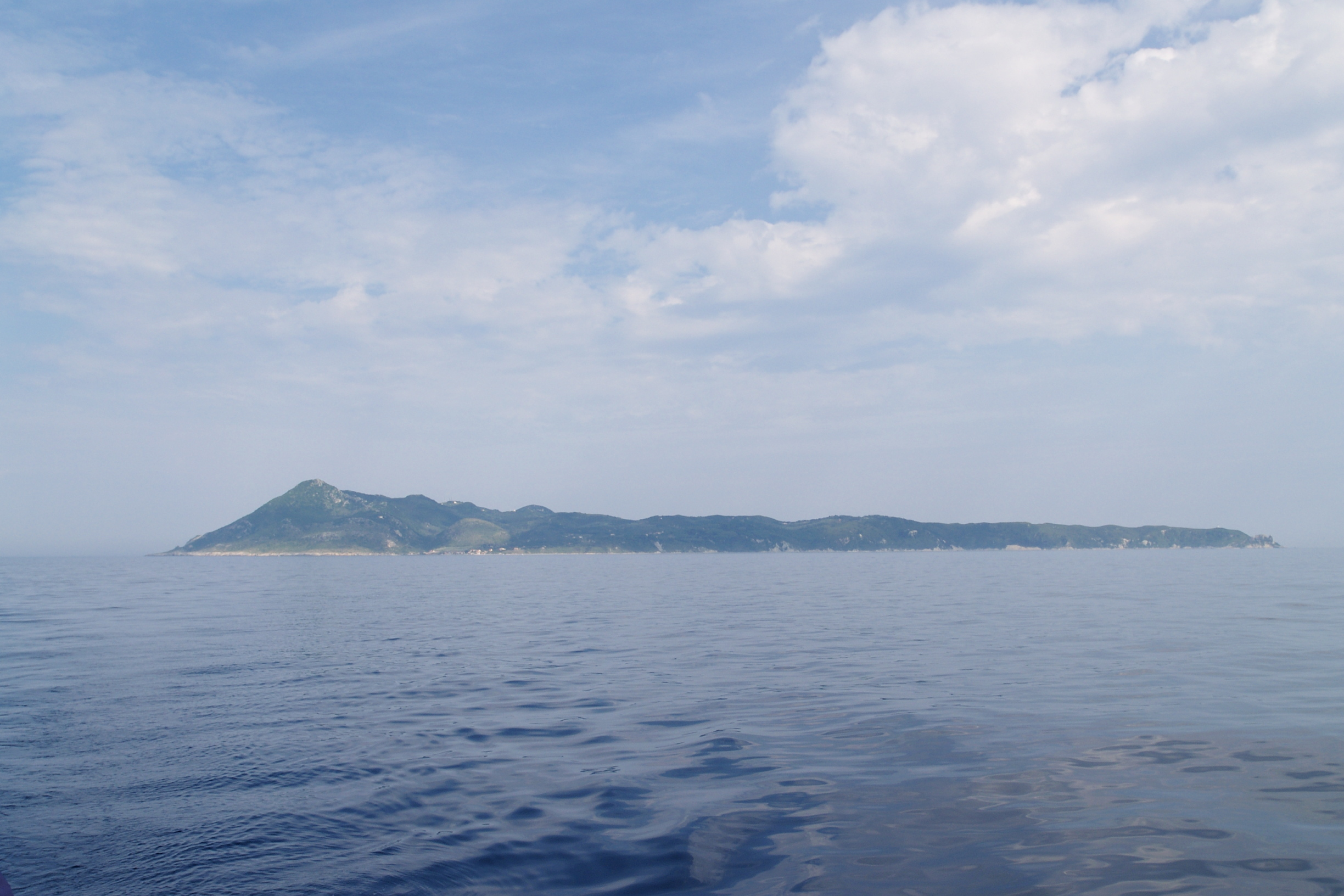
Othoní vu du large.
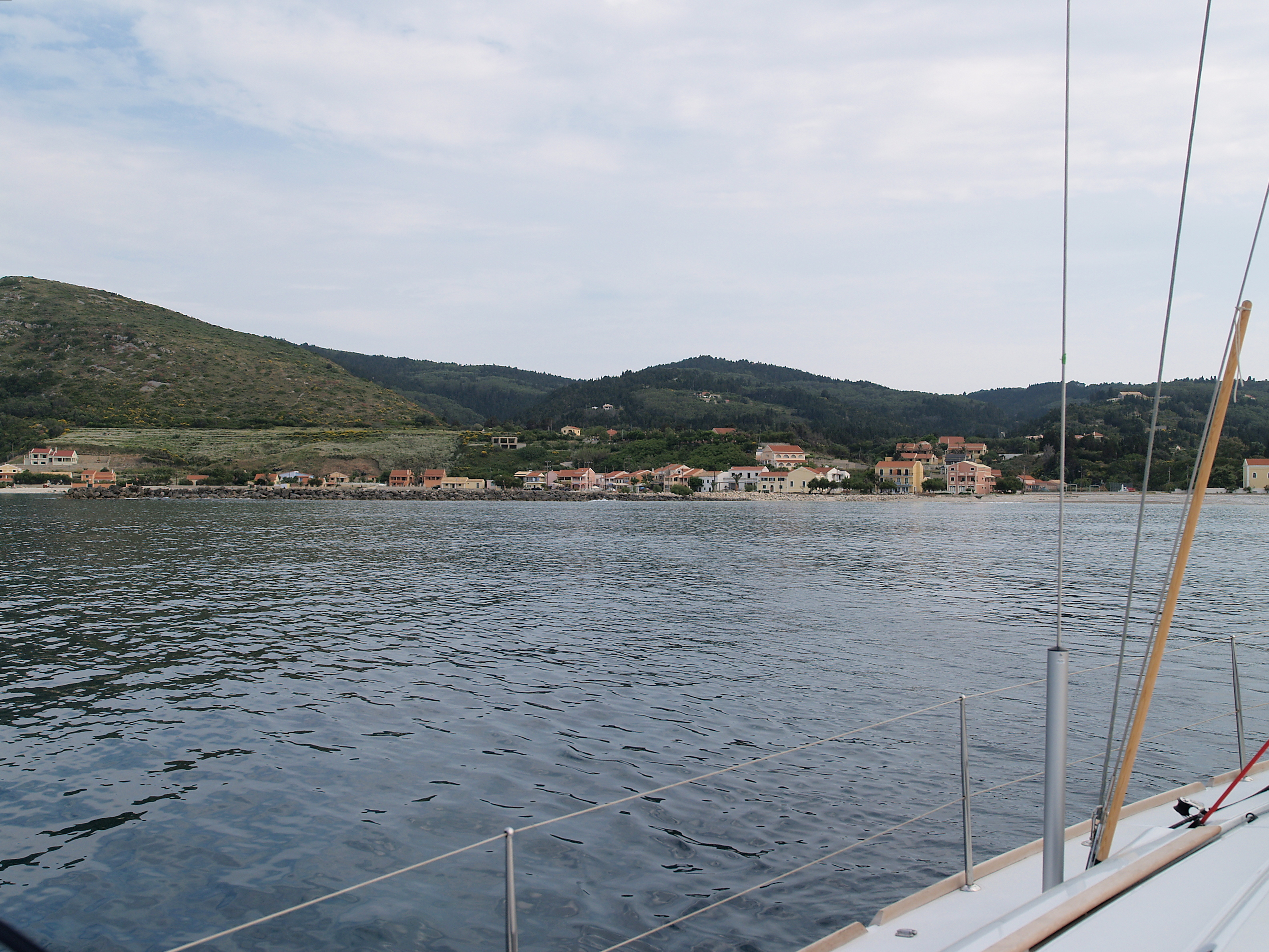
Le port d'Ámmos.